# 妖怪博士の朝食
『妖怪博士の朝食』（ようかいはかせのちょうしょく）は、水木しげるによる日本の漫画作品、および『ビッグゴールド』（小学館）に連載された『不思議シリーズ』と『妖怪変化シリーズ』を纏めた単行本の表題。同社から全4巻（文庫版は全2巻）が刊行された。

## 概要

### 不思議シリーズ
『不思議シリーズ』は『不思議電車』を第1話に『ビッグゴールド』1992年12月号から1993年11月号まで連載。
水木しげる自身や家族、知人、並びに「ねずみ男」、「サラリーマン山田」、「死神」等のキャラクターが登場し、幸福や妖怪に関する水木の考察や日常(実際の出来事も多数描かれる）などを主な題材とした連作短編シリーズ。近年の水木は本作のような日常生活を描いたものが好みだと述べており、その中から一部のエピソードは2001年刊行の自伝漫画『ボクの一生はゲゲゲの楽園だ』（後に文庫版として『完全版 水木しげる伝』に改題）にも多少の加筆修正を加えられた上で使用されている。また、単行本第4巻と文庫第1巻には読み切り作品『トペトロの葬式』が収録されている。

### 妖怪変化シリーズ
『妖怪変化シリーズ』は『ビッグゴールド』1993年12月号から1995年8月号まで連載。
主に妖怪を題材とした現代劇や時代劇の連作短編シリーズ。中には短編漫画『一番病』を思わせる棺桶職人や、老人姿の鬼太郎なども登場する。一方で『不思議シリーズ』と同じく日常のエピソードを元にした話も含まれており、「水木しげるロード」を題材にした第3話『川赤子』では企画者の黒目友則など関係者が妖怪として登場。第9話『幽霊』では、1994年に亡くなった水木の母の葬式を題材とし、作中に母の幽霊が登場する。日常のエピソードベースの話は、セミドキュメントだったり、半ばノンフィクション的な内容であったりと、多少のアレンジはあるものの事実を基に描かれてる事も多い。

## 主な登場キャラクター
各エピソード毎に色々な人物や妖怪が登場し、一話限りであったり複数のエピソードに関連なく登場したりと様々な役割で描かれている。
水木しげる
本作品の作者。作中では妖怪の専門家ながら不思議な出来事にしばしば巻き込まれ、アリャマタコリャマタなどに解決や指南をしてもらう事が多い。水木の家族や知人たちも頻繁に登場し、時には巻き込まれ、時には共に活躍するなど描かれ方も多様である。
アリャマタコリャマタ
普段は荒俣宏として出版社に住みついているが、その正体は三つ目の半妖怪。第三の目から発するアリャマタ光線で妖怪と戦うなど、怪事件の解決に活躍する。タイヤキが好物で「タイヤキマン」とも呼ばれる。
ねずみ男
『鬼太郎』シリーズの「300年生きている半妖怪」設定のまま、その延長線上として頻繁に登場する。お金儲けを企み、幸福観察学会会長、百歳教教祖、易者、よろづ実験会社、陰陽道、オナラ真理教尊師など頻繁に肩書きを変えて現れる。水木一家や荒俣との会話も多い。
山田
水木作品では常連のメガネ出っ歯の男。平凡なサラリーマン、幸福博士、助手など様々な職業や年齢で登場するが、それぞれ繋がりは殆ど無く、ほぼ別人である。悲惨な末路を辿るかと思えば最終的に救われて幸せになったりと、境遇も様々。同一人物の場合であっても話が変わると以前とは職業や環境などが関連無く異なってしまったりと設定も一定ではない。
死神
水木作品では常連の死神の男。『鬼太郎』シリーズや『サラリーマン死神』と共通する延長線上的な設定で描かれたり、本作初の役割を担ったりと、頻繁に現れて各話の登場人物と関わっていく。水木一家、荒俣、ねずみ男、山田（メガネ出っ歯）との会話も多い。

## 関連書籍
- 足立倫行『妖怪と歩く ドキュメント・水木しげる』（新潮文庫、2010年4月1日、ISBN 978-4-10-102216-1） - 水木は『不思議シリーズ』連載の頃に足立倫行の密着取材を受けており、当時の背景などが描かれている。

## 書誌情報
- 『妖怪博士の朝食』 小学館〈ビッグゴールドコミックス〉、全4巻
  - 1巻 不思議シリーズ(上)、1994年02月20日発行、ISBN 4-09-189031-8
  - 2巻 不思議シリーズ(下)、1994年04月20日発行、ISBN 4-09-189032-6
  - 3巻 妖怪変化シリーズ(上)、1995年01月10日発行、ISBN 4-09-189033-4
  - 4巻 妖怪変化シリーズ(下)、1995年10月20日発行、ISBN 4-09-189034-2

- 『妖怪博士の朝食』 小学館〈小学館文庫〉、全2巻
  - 1巻、2001年12月14日発行、ISBN 4-09-192611-8
  - 2巻、2001年12月14日発行、ISBN 4-09-192612-6

- 『水木しげる漫画大全集』 講談社
  - 不思議シリーズ(全)、2013年6月3日発行、ISBN 978-4-06-377527-3
  - 妖怪変化シリーズ(全)、2014年2月3日発行、ISBN 978-4-06-377528-0